# Cvetlin
Cvetlin falu Horvátországban Varasd megyében. Közigazgatásilag Bednjához tartozik.

## Fekvése
Varasdtól 30 km-re nyugatra, községközpontjától 6 km-re északnyugatra, a Ravna gora nyugati lábánál, a Bednja jobb partján fekszik.

## Története
A régészeti leletek tanúsága szerint területén már a kőkorszakban éltek emberek. Ezt bizonyítja az itt talált kőbalta és más használati eszközök, melyek a zágrábi régészeti múzeumba került. Cvetlin a középkorban vámjával együtt a trakostyáni uradalomhoz tartozott. 1456-ig a család kihalásáig, a Cilleiek birtoka. Ezután Vitovec János horvát báné, majd Corvin Jánosé lett, aki Gyulay Jánosnak adta. A Gyulayak három nemzedéken át birtokolták, de 1566-ban kihaltak és a birtok a császárra szállt. I. Miksa császár szolgálataiért Draskovics György horvát bánnak adta és a 20. századig család birtoka volt. Egykor azon a helyen ahol a mai plébániatemplom áll egy fából épített kápolna volt. A 18. században ennek állapota nagyon leromlott, ezért lebontották. Helyette Draskovich Regina grófnő anyagi támogatásával 1792-ben új templomot építettek, melyet plébániatemplom rangjára emeltek. Iskoláját 1862-ben alapították, épületét gróf Draskovich György adományozta. A falunak 1857-ben 380, 1910-ben 678 lakosa volt. 1911-ben a régi templom alapjain felépült a mai neobarokk plébániatemplom. A trianoni békeszerződésig Varasd vármegye Ivaneci járáshoz tartozott. 2001-ben a falunak 113 háztartása és 348 lakosa volt. 

## Nevezetességei
- Szent Péter és Pál apostolok tiszteletére szentelt plébániatemploma[2] 1911-ben épült a korábbi templom alapjain barokk-klasszicista stílusban. Korábban ugyanezen a helyen állt egy kisebb barokk kápolna, amely 1792-ben plébániatemplommá vált és csak a 20. század elején bontották le romos állapota és egy nagyobb templom igénye miatt. A barokk, hagymakupolás harangtorony főhomlokzatból rizalittal van kiemelve. A belső tér újabb keletű. A templomot, különösen a külső megjelenésében a harmónia jellemzi.

- A faluban 20 év óta minden év júliusában híres népzenei fesztivált rendeznek.

- Fráter György emlékműve, mára elpusztult.

## Külső hivatkozások
- Bednja község hivatalos oldala